# Telenor Svalbard

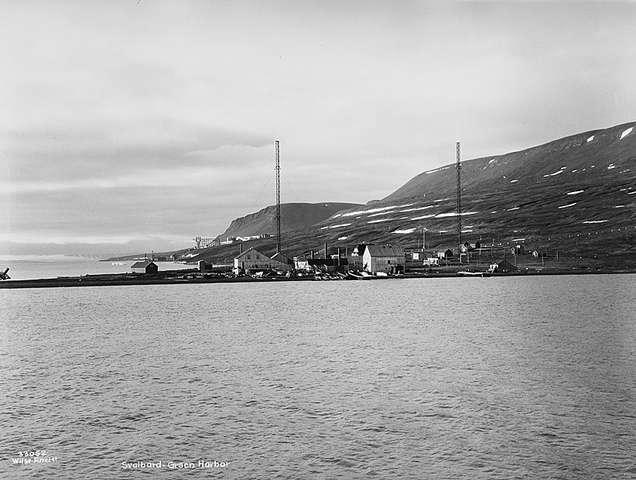
Telegrafstationen vid Grønfjorden (Spitsbergen Radio) 1928

Telenor Svalbard AS är ett norskt teleföretag, som är dotterföretag till Telenor och tillhandahåller tjänster över fiberoptiskt nät och mobilnät i Svalbard.
Telenor Svalbard AS har sina rötter i Telegrafverket i Norge, som 1911 upprättade en första telegrafstation på Spetsbergen, Spitsbergen Radio, från 1925 Svalbard Radio,  på Hvalpynten (Finneset) vid Grønfjorden. År 1930 flyttade verksamheten till stadsdelen Skjæringa i Longyearbyen. År 1933 upprättades en andra kustradiostation vid Isfjordens mynning i Atlanten, Isfjord radio.

## Utveckling av tele- och datatrafik
Provdrift med satellitkommunikation mellan Svalbard och det norska fastlandet inleddes 1974 och ledde till kommersiell drift 1978. Anknytning till det norska telenätet skedde 1981 och 1984 började direktöverföring av TV-sändningar från fastlandet till Svalbard.
Datatrafik över ISDN-ledningar i Longyearbyen inleddes 1991, mobiltrafik över GSM-nät var i funktion i Longyearbyen 1996, och en internetnod idriftsattes 1998.
Åren 2003—2004 lade Norsk Romsenter Svalbardsfiberkabeln på havsbotten mellan Harstad via Andøya till Hotellneset utanför Longyearbyen, i vilken Telenor hyr bandbredd, och från 2009 har fiberuppkoppling skett också till privata hushåll i Longyearbyen och hyttområdena i Bjørndalen och på Vestpynten nära staden. Från 2014 går all trådbunden tele- och datatrafik i staden över fiberoptisk kabel.
Från 2001 finns ett testnät för 4G/LTE-mobiltrafik i centrala delar av Longyearbyen. Staden i övrigt, liksom Svea och Barentsburg täcks av 3G-nät.

## Fotogalleri

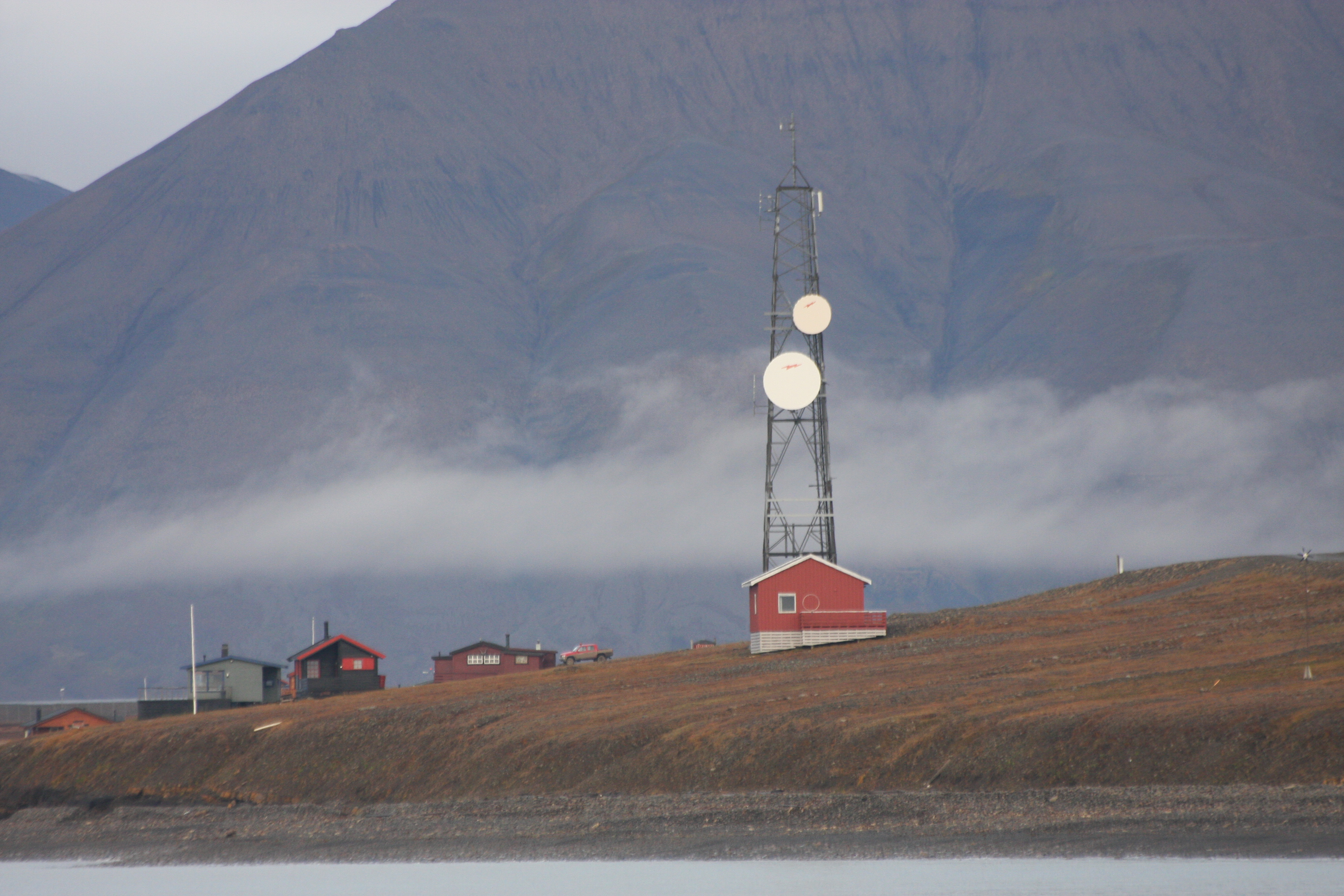
Station Björndalen med antenner för förbindelse med Barentsburg och Isfjord radio
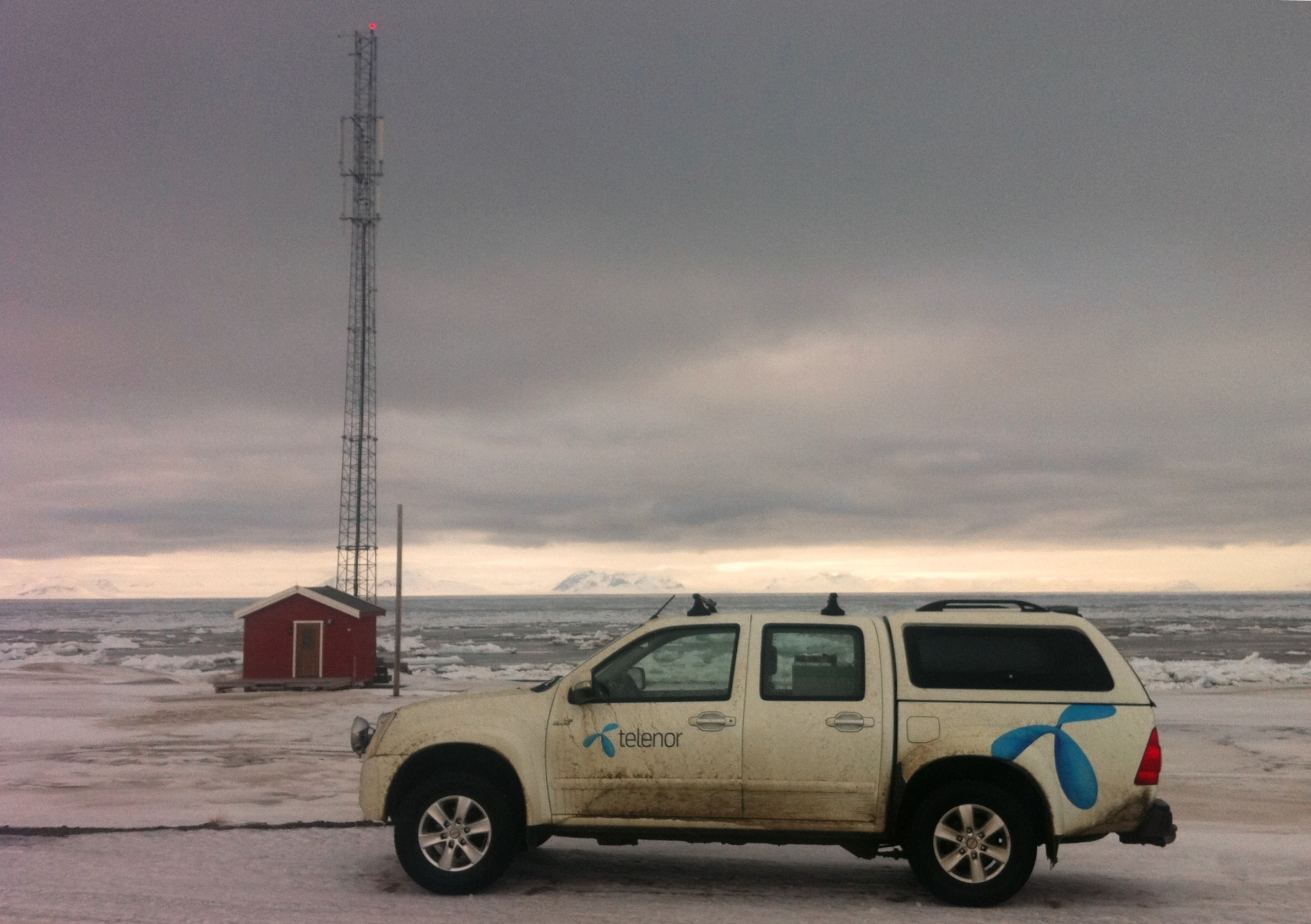
Telenors basstation för mobiltelefoni på Vestpynten på Hotellneset utanför Longyearbyen
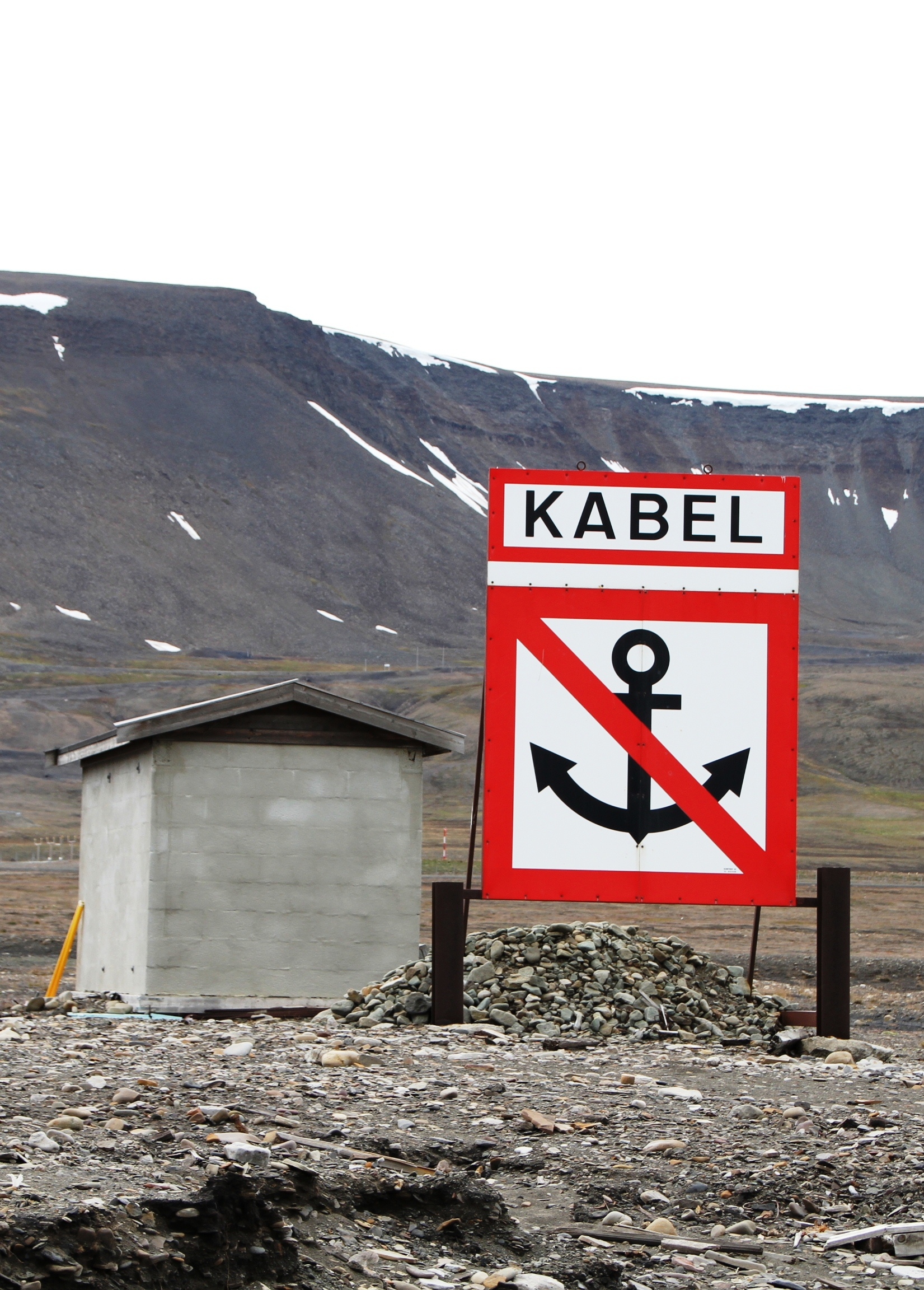
Landningsplats för fiberkabel på Hotellneset vid Isfjorden
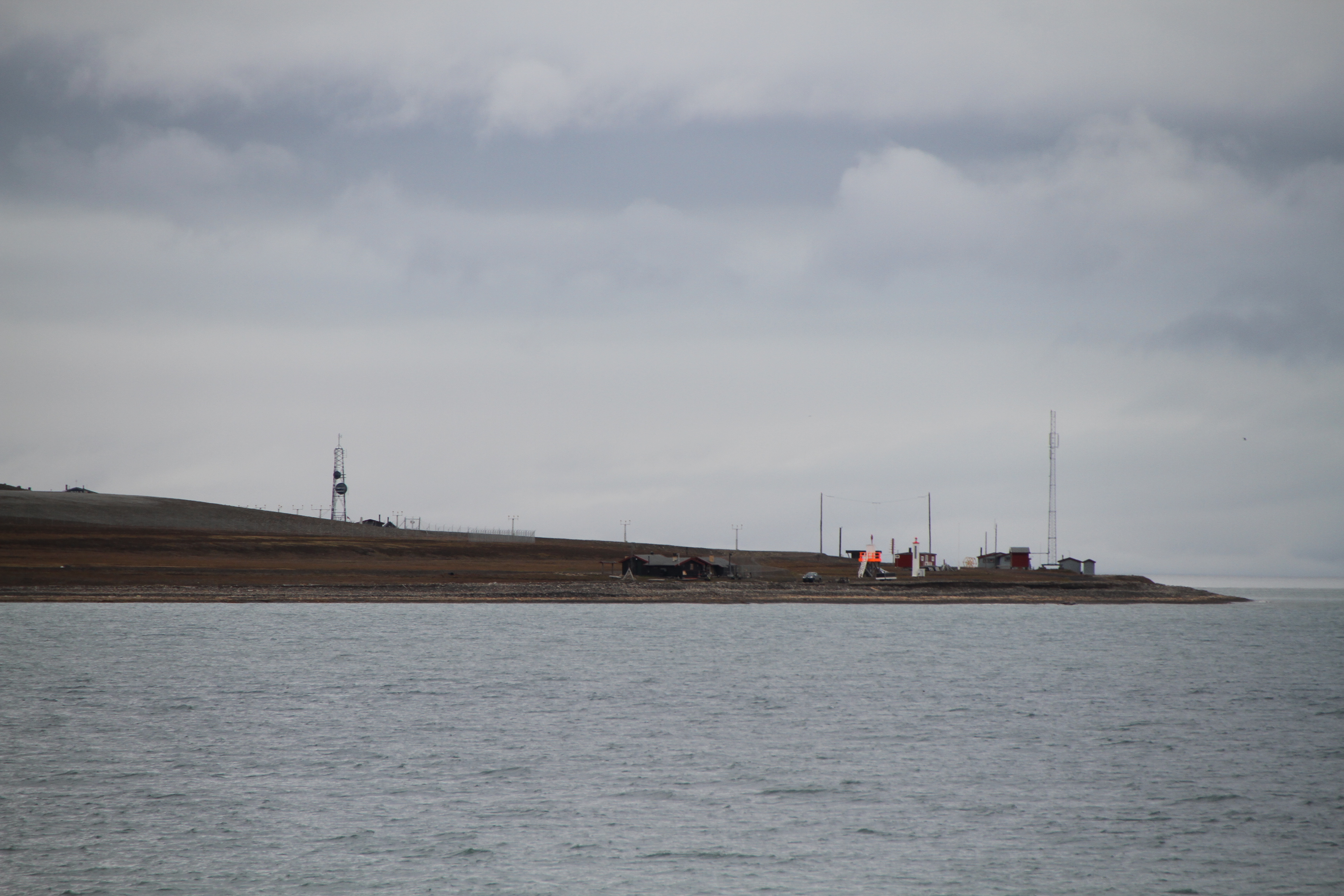
Vestpynten kustradiostation på Hotellneset
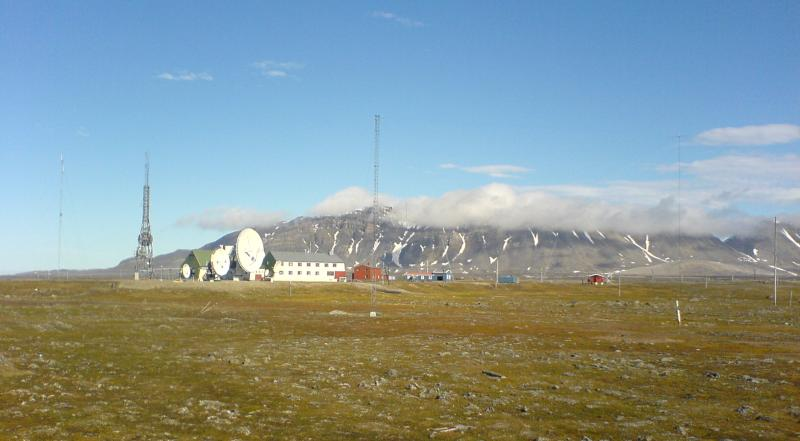
Isfjord radio